# Mas Escrivà (Camarles)
El Mas Escrivà és un mas situat al municipi de Camarles a la comarca del Baix Ebre.